# Felix Kersten
Eduard Alexander Felix Kersten (30. září 1898, Tartu – 16. dubna 1960, Hamm) byl osobním lékařem Heinricha Himmlera.

## Život
Po ukončení studia na progymnáziu ve Wendenu (dnes Cēsis) absolvoval ve Šlesvicku-Holštýnsku zemědělskou akademii. V roce 1919 se přidal k finsko-estonské skupině Pohjan pojad (Synové severu), která bojovala za nezávislost Estonska. Ve stejném roce získal finské občanství a onemocněl revmatismem. Po vyléčení se rozhodl vzdělávat v oblasti fyzioterapie v Helsinkách. Od roku 1922 žil v Německu a zde se vzdělával u mistra čínských léčebných masáží z Tibetu, který se jmenoval doktor Ko. Po odchodu Dr. Ko do Číny převzal Kersten jeho pacienty a vybudoval si mezinárodní praxi. V roce 1928 odešel do Nizozemska a zde se stal ošetřujícím královské rodiny. V roce 1934 se vrátil do Německa a zakoupil u Berlína statek Hartzwalde.

### Role za druhé světové války
Himmlerovi, který trpěl bolestmi břicha, doporučil Kerstena August Diehn. V roce 1941 intervenoval u Himmlera ve prospěch nizozemských disidentů a to zabránilo deportacím Nizozemců do Haliče a na Ukrajinu. V poslední fázi války sehrál významnou zprostředkovatelskou roli mezi Himmlerem a švédskou vládou. Na statku Harzwalde se vedl rozhovor mezi Himmlerem a zástupcem komise WJC Norbertem Masurem, který trval asi 2,5 hodiny a skončil dohodou, která zabránila ničení koncentračních táborů do osvobození Spojenci.
Po skončení války dále působil jako fyzioterapeut a s rodinou žil ve Švédsku. Zemřel v roce 1960 na infarkt.

### Rodina
Jeho rodiči byli Friedrich Kersten a jeho žena Olga rozená Stübing. Felix Kersten byl od roku 1937 ženat s Irmgard roz. Neuschäffer a měli spolu tři syny.

### Vyznamenání
- Finský Řád bílé růže
- Nizozemský Řád dynastie Oranžsko-Nasavské

## Dílo
- Die manuelle Therapie. 1929
- The Memoirs of Dr. Felix Kersten. New York 1947 /anglicky m- úvod od. Konrada Heidena.

Totenkopf und Treue. Hamburg 1953, je hodně rozšířené vydání "Kersten-Memoirs".
The Kersten Memoirs 1940–1945. S úvodem od Hugh Trevor-Roper. 1957
- Samtal med Himmler. Stockholm 1947.
- Klerk en beul – Himmler van nabij. Amsterdam 1948.
- Die Heilkraft der Hand. Ulm 1958